# Naval Air Station Whidbey Island
Base aéronavale de Whidbey Island
La Naval Air Station Whidbey Island ou NAS Whidbey Island (NASWI) ( IATA : NUW , ICAO : KNUW , FAA LID : NUW) est une base aéronavale de l'US Navy située sur deux aérodromes près d'Oak Harbor, sur l'île Whidbey, dans le comté d'Island, (État de Washington).

## Description
La partie principale de la base, Ault Field, se trouve à environ cinq kilomètres au nord d'Oak Harbor. L'autre section, appelée la base d'hydravions pour les PBY Catalina autrefois basés là-bas, contient la plupart des logements de la marine de l'île ainsi que le principal Navy Exchange et le Defense Commissary Agency (en) de la station aérienne.
Le commandant de la NASWI a également le commandement d'un aérodrome satellite légèrement utilisé, le Naval Outlying Landing Field Coupeville (en), dans le centre de l'île Whidbey, à environ neuf milles au sud d'Ault Field. Principalement utilisé par des avions embarqués, cette pisten'a pas de personnel affecté en permanence.
Le NASWI prend en charge les hélicoptères MH-60S Seahawk et les avions EA-18G Growler, P-8 Poseidon, EP-3E ARIES, C-40 Clipper et P-3C Orion.

## Actuellement
En tout, il y a 20 escadrons de la Marine en service actif et 3 escadrons de réserve prêts basés au NASWI. La base aérienne maintient également une unité de recherche et de sauvetage qui pilote deux Sikorsky MH-60S Nighthawk.
Une station de surveillance des activités navales du Sound Surveillance System, un des éléments du système intégré de surveillance sous-marine, y est en activité.